# Sinopidae
Sinopidae («швидкі лисиці») — вимерла родина хижих плацентарних ссавців із вимерлого ряду Hyaenodonta. Викопні рештки цих ссавців відомі з відкладень раннього і середнього еоцену в Північній Америці, Європі та Азії.